# Tjuren Ferdinand
Tjuren Ferdinand (engelska: Ferdinand the Bull) är en tecknad kortfilm från 1938 av Walt Disney Productions, baserad på boken Berättelsen om Ferdinand av Munro Leaf och Robert Lawson. Den vann en Oscar för bästa animerade kortfilm vid följande års Oscarsgala.

## Handling
Ferdinand är en tjur i Spanien som tycker bättre om att sitta under en korkek och lukta på blommor än att, som de andra tjurarna, vara med på tjurfäktningarna i Madrid. En dag kommer en grupp män i lustiga hattar för att välja ut den bästa tjuren till tjurfäktningen. De andra tjurarna strider det värsta de kan för att få männen att välja någon av dem, men männen är inte imponerade av dem. Ferdinand vet att de inte kommer välja honom och bryr sig inte heller utan går bort till sin korkek för att ha det skönt. Dock ser han sig inte för utan råkar sätta sig på en humla, och reagerar genom att springa och stånga våldsamt. Alla herrarna tror han vill vara med på tjurfäktning, och han skickas dit.
Väl på Madrids tjurfäktningsarena är Ferdinand inte ett dugg intresserad av att strida mot matadoren utan sitter bara och luktar på en bukett blommor som en kvinna kastat in på arenan. Den stridslystne matadoren blir så arg för att Ferdinand inte vill strida mot honom så han bryter sönder sitt svärd, sliter sönder sin röda mantel, sliter loss nästan allt sitt hår och till slut sliter upp sin skjorta och blottar sitt nakna bröst för att framstå som en enkel måltavla. Ferdinand ser då att matadoren har en tatuering av en blomma och namnet Daisy på bröstet. Han slickar den redan utskämda matadorens bröst vilket leder till att matadoren brister i gråt av ilska för att han inte kan få Ferdinand att slåss så han får visa upp sig. Efter det blir Ferdinand hemskickad och sitter åter under sin korkek där han är lycklig.

## Om filmen

### Produktion
De olika figurerna (fem talangscouter, fyra banderiljärer och tre pikadorer) som omger matadoren är modellerade efter olika tecknare och andra medarbetare vid Disneys studio. Matadoren är modellerad efter Walt Disney själv.
Filmen var från början tänkt att ingå i serien Silly Symphonies, men släpptes i slutändan som en fristående kortfilm.
Korkeken i filmen bär frukt i form av flaskkorkar. Denna detalj togs från bokens illustrationer.

### Mottagande
Filmen totalförbjöds i Spanien och i Nazityskland eftersom den ansågs vara en fredshyllning. I Spanien var den förbjuden fram till landets diktator Francisco Francos död 1975.

### Popularitet
Tjuren Ferdinand sänds varje julafton i Sveriges Television som en del i programmet Kalle Anka och hans vänner önskar God Jul. Under hösten 1982 framkom det att SVT hade beslutat att ta bort Tjuren Ferdinand från programmet kommande jul och ersätta det med en annan Disney-kortfilm - Den fula ankungen. Tittarreaktionerna blev dock så starka att SVT till slut valde att sända filmen i alla fall, som en fristående programpunkt efter Kalle Anka, och följande år var Ferdinand tillbaka igen.

### Långfilmen
2017 hade en långfilm om Tjuren Ferdinand premiär. När kortfilmen från 1938 gjordes hade Disney rättigheten till berättelsen, men nyinspelningen är det Fox som ligger bakom.

## Rollista
Filmen har dubbats till svenska flera gånger. I den version som visas i Kalle Anka och hans vänner önskar God Jul gjordes berättarrösten av Hans Lindgren.
| Roll                | Originalröst | Svensk röst    |
| Berättare           | Don Wilson   | Hans Lindgren  |
| Ferdinand som liten | Milt Kahl    | Bobo Håkansson |
| Ferdinands mor      | Walt Disney  |                |
| Talangscouter       |              | John Harryson  |